# Apple Pencil
 (mai 2022).
L'Apple Pencil (littéralement en français le « crayon Apple ») est un stylet numérique, conçu pour être utilisé avec l'IPad Pro. Il est également compatible avec d'autres modèles de l'iPad.

## Apple Pencil (première génération)

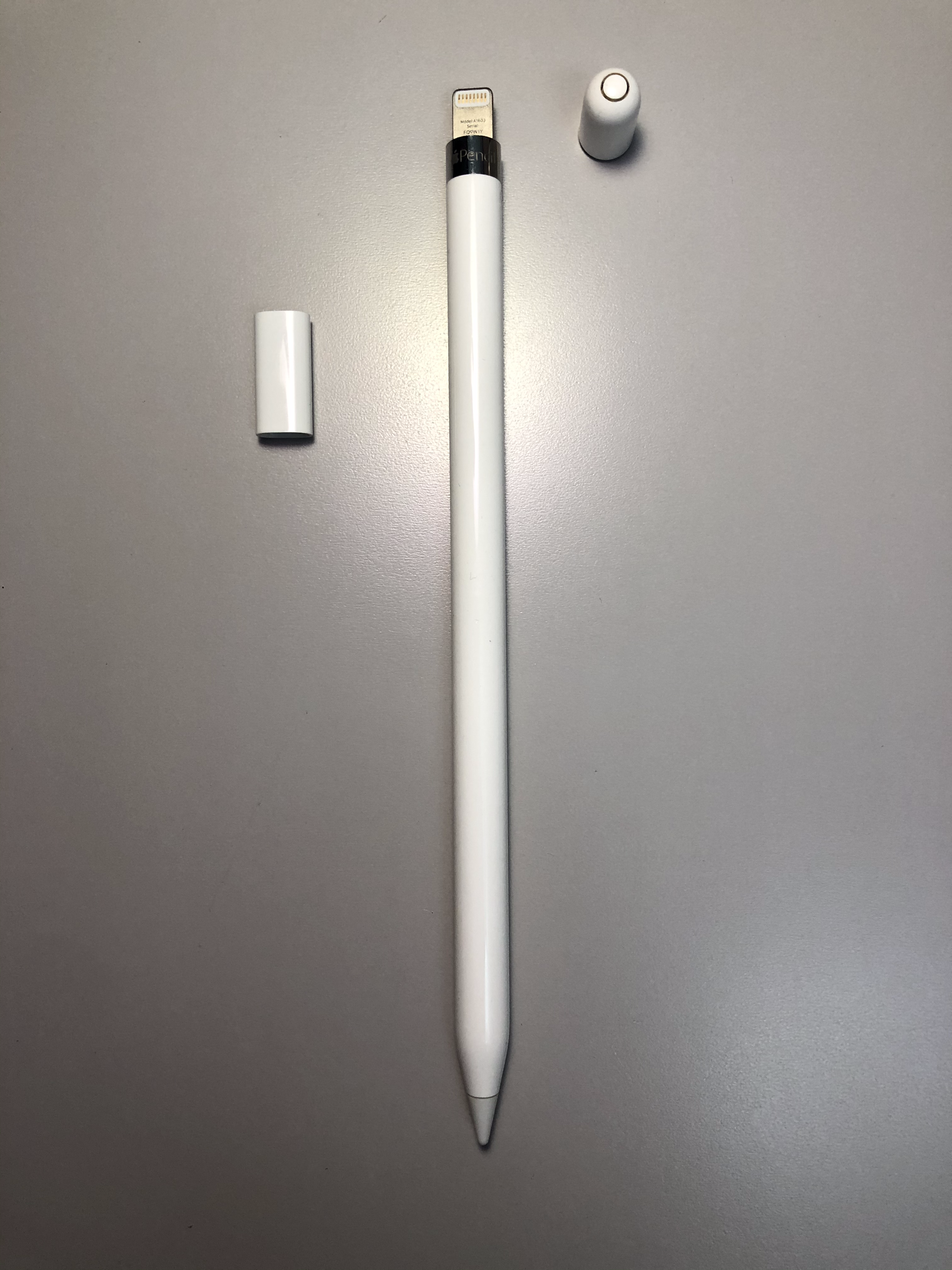
L'Apple Pencil de première génération avec son adaptateur Lightning.

### Histoire
Le 9 septembre 2015, à l'occasion de la présentation de l'iPad Pro de première génération pendant la Keynote « Hey, Siri », Apple dévoile l'Apple Pencil. Il fonctionne grâce à une batterie intégrée et est muni d'un connecteur Lightning pour le recharger (avec la batterie de l'iPad) et le jumeler à l'iPad. Il est sensible à l'inclinaison et à la pression exercée sur sa pointe.

### Compatibilité
- iPad Air 3
- iPad mini 5
- iPad Pro 10,5 pouces
- iPad (6e génération)
- iPad (7e génération)
- iPad (8e génération)
- iPad (9e génération)
- iPad (10e génération)
- iPad Pro 12,9 pouces (2e génération)
- iPad Pro 12,9 pouces (1re génération)
- iPad  Pro 9,7 pouces

## Apple Pencil (deuxième génération)

### Histoire

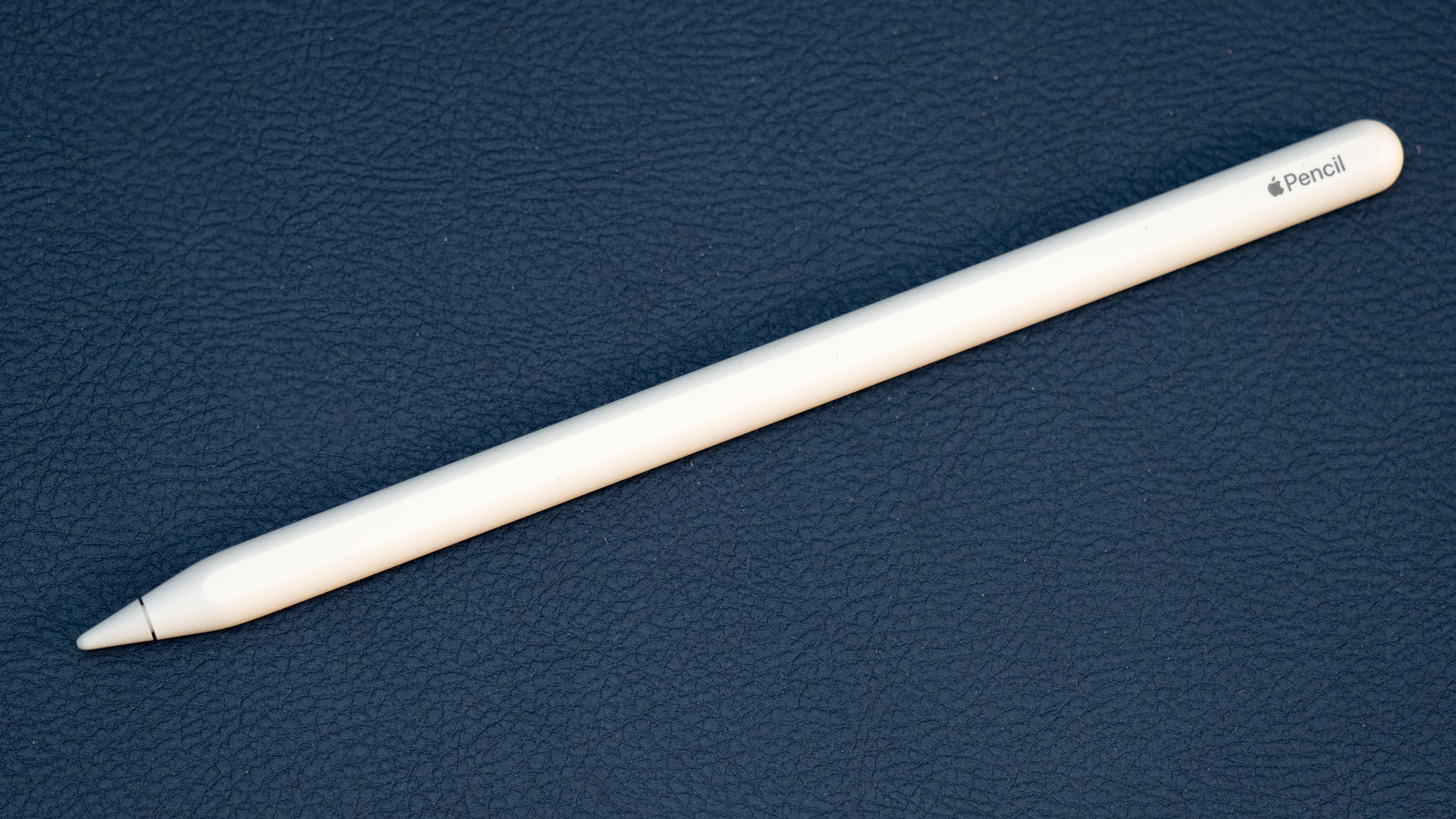
Apple Pencil 2e génération

En novembre 2018, à l’occasion de la refonte de la gamme iPad Pro, Apple présente un nouveau Pencil : encore plus précis, son revêtement mat l’empêche de glisser des mains, tandis qu’il est également mieux équilibré. Grâce à sa tranche plate, il s’aimante à l’iPad Pro tout en s’appairant et en se rechargeant par induction. Il possède une surface tactile permettant dans certains logiciels de changer d'outils avec un simple double-toucher.

### Compatibilité
- iPad Pro 11 pouces (1re, 2e et 3e générations)
- iPad Pro 12,9 pouces (3e, 4e et 5e générations)
- iPad Air 4
- iPad mini 6